# Trichotanypus posticalis
Trichotanypus posticalis är en tvåvingeart som först beskrevs av William Lundbeck 1898.  Trichotanypus posticalis ingår i släktet Trichotanypus och familjen fjädermyggor. Arten är reproducerande i Sverige. Inga underarter finns listade i Catalogue of Life.